# Revmatická horečka
Revmatická horečka je zánětlivé onemocnění vznikající v důsledku infekce bakterií Streptococcus pyogenes, např. streptokokové faryngitidy. Příčinou je zřejmě křížová reaktivita protilátek vytvářených imunitním systémem k boji s bakteriemi – ty totiž mohou za určitých okolností napadnout i srdce, klouby, kůži a mozek. Projevy nemoci se typicky vyvinou 2–3 týdny po infekci streptokokem. Akutní revmatická horečka vzniká často u dětí ve věku od 6 do 15 let (jen 20 % nových případů je diagnostikováno u dospělých). Revmatická horečka dostala své jméno podle podobnosti příznaků s revmatem.